# Robert Allison (pirata)
Robert Allison, indicato anche come Allisson, Alleston o Alliston (Inghilterra, XVII secolo – Giamaica, 1699), è stato un pirata inglese.

## Biografia
Le prime informazioni su Robert Allison sono della fine del 1679, e lo danno presente con un vascello di tipo sloop da 18 tonnellate , non armato e con 25 uomini di ciurma nel porto di Port Morant, in Giamaica, assieme ai capitani John Coxon, Bartholomew Sharpe, Thomas Magott e Cornelius Essex. Con la fine della guerra franco-olandese l'anno precedente, Coxon aveva ottenuto l'incarico di raccogliere legno da costruzione ma sfruttò quella commissione per combattere gli spagnoli. Nel gennaio successivo la flotta salpò verso Puerto Bello e si unì a quella dei bucanieri francesi Jean Rose e Jean Bernanos, con Allison al comando della “Forlorn” (avanguardia). Allison diede supporto agli attacchi dei colleghi e, per quanto la città fosse stata già saccheggiata 12 anni prima dal noto pirata Henry Morgan, Puerto Bello disponeva ancora di tesori tali da assicurare a ogni uomo della ciurma la somma di 100 pezzi da otto.
La flotta salpò quindi in direzione di Bocas del Toro per delle riparazioni, venendo raggiunta poco dopo da altri capitani pirati come Richard Sawkins e Peter Harris. Dopo che il contingente francese partì in aprile, il resto del gruppo decise di risalire nell'entroterra per assaltare la città di Panama. William Dampier, Lionel Wafer e Basil Ringrose tennero un resoconto delle operazioni che pubblicarono in seguito. Magott e Allison si ammalarono e rimasero a guardia delle navi, pur se alcuni loro uomini decisero di seguire Coxon.
Allison trascorse buona parte degli anni '80 del Seicento a New York, da dove organizzò spedizioni in Giamaica e gestì traffici illeciti tra Honduras e Yucatan. Si oppose alla rivolta organizzata da Jacob Leisler, che venne poi giustiziato per tradimento.
I suoi movimenti rimasero riservati sino al 1697 quando, a capo della Fortune e sotto la guida di Thomas Mostyn, si trovò in Madagascar, presso l'avamposto di Adam Baldridge che ebbe a scrivere a tal proposito sul suo diario:
La Fortune venne assaltata nel viaggio di ritorno verso New York : in parte questo fatto fu dovuto anche a un'opposizione politica al governatore Benjamin Fletcher, rimosso dalla sua posizione con l'accusa di consorteria con i pirati.
Nell'ottobre del 1698 la Company of Scotland decise di impiegare Allison come pilota per le loro navi presso impegnate nella fondazione di una colonia a Darien. I coloni giunsero a novembre per fondarvi un villaggio. Allison rimase con loro sino al febbraio del 1699 quando salpò nuovamente a bordo di una nave per fare rifornimento in Giamaica. La colonia venne distrutta entro un anno dalle malattie; di Allison non si seppe più nulla e probabilmente, ormai vecchio ed anziano, morì in quell'anno in Giamaica.